# Supercopa da CAF de 2012
A Supercopa Africana de 2012, em sua 20ª edição, foi a partida disputada em jogo único entre a equipe do Espérance da Tunísia, campeão da Liga dos Campeões da CAF de 2011 e a equipe do Maghreb Fez do Marrocos, campeão da Copa das Confederações da CAF de 2011.
Devido a um empate das duas equipes no tempo normal o resultado foi decidido diretamente nas penalidades.

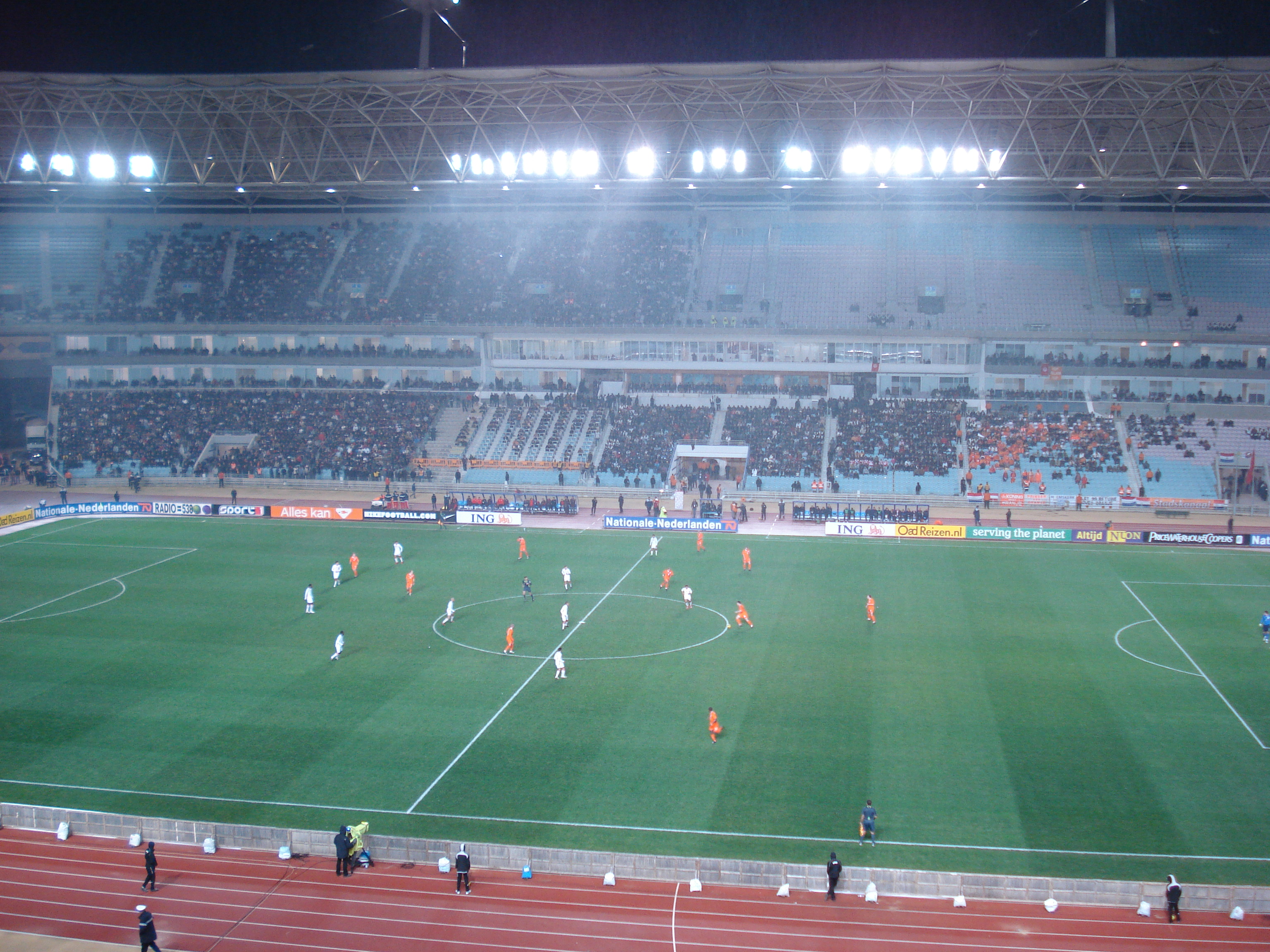
Estadio Olímpico de Radès, palco da decisão.

## Equipes
| Equipe      | Qualificação                                   | Participação anterior (negrito indica vencedores) |
| ----------- | ---------------------------------------------- | ------------------------------------------------- |
| Espérance   | Vencedor Liga dos Campeões da CAF de 2011      | 1995 , 1999 .                                     |
| Maghreb Fez | Vencedor Copa das Confederações da CAF de 2011 | Nenhuma .                                         |

## Regras
A Supercopa da CAF é disputada em jogo único, com o anfitrião sendo o vencedor da Liga dos Campeões da CAF. Desde 2011 as regras foram mudadas para o caso de haver empate as duas equipes disputariam diretamente os pênaltis (sem prorrogação).

## Detalhes da partida
| 25 de fevereiro de 2012 | Espérance ST   | 1 – 1     | Maghreb de Fès  | Stade Olympique de Radès, Radès |
| 15:00 UTC+1             | Chemmam 90+10' | Relatório | Abourazzouk 20' | Árbitro: RSA Daniel Bennett     |

|                                            |       | Penalidades                           |  |
| Mouelhi Derbali I. Msakni Hichri Y. Msakni | 3 – 4 | Escher El Basri Zekroumi Dahmani Diop |  |

## Campeão
| Supercopa Africana de 2012      |
| Marrocos                        |
| ------------------------------- |
| Maghreb Fez Campeão (1º título) |